# Franz Anton von Kolowrat
Franz Anton von Kolowrat-Liebsteinský (ur. 31 stycznia 1778 w Pradze, zm. 4 kwietnia 1861 w Wiedniu) – austriacki i czeski polityk, premier pierwszego w historii rządu Cesarstwa Austriackiego, wieloletni minister, hrabia.

## Życiorys
Należał do czeskiego szlacheckiego rodu Kolowratów. Ukończył studia prawnicze na Uniwersytecie Karola.
W 1799 roku rozpoczął służbę w administracji. Uchodził za polityka liberalnego. W 1807 roku został naczelnikiem (niem. Hauptmann) Pragi. W latach 1809–1824 był burgrabią (niem. Oberstburggraf) Królestwa Czech. Pełniąc tę funkcję wspierał czeskie odrodzenie narodowe i czeską kulturę ludową. Przyczynił się do powstania Muzeum Narodowego w Pradze. Prowadził też działalność filantropijną – utworzył m.in. przytułek, ośrodki dla niewidomych i głuchoniemych oraz dom starców dla wdów.
W 1826 roku został powołany do rządu cesarskiego i objął kierownictwo sekcji politycznej Rady Państwa. Od 18 stycznia 1827 kierował także komisją finansową. Doradzał także cesarzowi Franciszkowi I w kwestiach związanych z jego prywatnym majątkiem. Do 1848 roku pełnił funkcję austriackiego ministra stanu (spraw wewnętrznych). Był politycznym rywalem Klemensa von Metternicha. Ich konflikt nasilił się po śmierci cesarza. Od 20 marca do 17 kwietnia 1848 pełnił funkcję premiera. Odszedł na swoją prośbę, powołując się na swój podeszły wiek i zły stan zdrowia.
Po zakończeniu Wiosny Ludów został zmuszony do politycznej emerytury. Resztę życia spędził w czeskich posiadłościach.

## Odznaczenia
- Order Złotego Runa (1813)[4]
- Krzyż Wielki Orderu św. Stefana[4]
- Krzyż Wielki Orderu Leopolda[4]
- Złoty Krzyż Honorowy Cywilny[4]